# Cypr na Letnich Igrzyskach Olimpijskich 2008
Cypr na Letnich Igrzyskach Olimpijskich 2008 reprezentowało 17 zawodników.
Cypr uczestniczył w letnich igrzysk olimpijskich po raz ósmy. W 1980 roku Cypr debiutował podczas Letnich Igrzysk Olimpijskich 1980 w Moskwie. Tuż przed rozpoczęciem igrzysk olimpijskich w Pekinie tenisista Markos Pagdatis dostał kontuzji nadgarstka i nie mógł wziąć udziału w zawodach.

## Zdobyte medale
Cypr nie zdobył żadnych medali.

### Lekkoatletyka
Mężczyźni
Konkurencje techniczne
| Zawodnik       | Konkurencja | Kwalifikacje | Kwalifikacje | Finał         | Finał         |
| Zawodnik       | Konkurencja | Wynik        | Miejsce      | Wynik         | Miejsce       |
| -------------- | ----------- | ------------ | ------------ | ------------- | ------------- |
| Kiriakos Joanu | skok wzwyż  | 2,25         | 18.          | Nie awansował | Nie awansował |

Kobiety
Konkurencje biegowe
| Zawodnik          | Konkurencja | Eliminacje      | Eliminacje      | Ćwierćfinał | Ćwierćfinał | Półfinał       | Półfinał       | Finał          | Finał          |
| Zawodnik          | Konkurencja | Wynik           | Miejsce         | Wynik       | Miejsce     | Wynik          | Miejsce        | Wynik          | Miejsce        |
| ----------------- | ----------- | --------------- | --------------- | ----------- | ----------- | -------------- | -------------- | -------------- | -------------- |
| Eleni Artimata    | 200 m       | 23,58           | 4.              | 23,77       | 7.          | Nie awansowała | Nie awansowała | Nie awansowała | Nie awansowała |
| Alissa Kallinikou | 400 m       | Dyskwalifikacja | Dyskwalifikacja |             |             | Nie awansowała | Nie awansowała | Nie awansowała | Nie awansowała |

Konkurencje techniczne
| Zawodniczka         | Konkurencja    | Kwalifikacje | Kwalifikacje | Finał          | Finał          |
| Zawodniczka         | Konkurencja    | Wynik        | Miejsce      | Wynik          | Miejsce        |
| ------------------- | -------------- | ------------ | ------------ | -------------- | -------------- |
| Paraskevi Theodorou | rzut młotem    | 61,00        | 44.          | Nie awansowała | Nie awansowała |
| Alexandra Tsisiou   | rzut oszczepem | 53,24        | 45.          | Nie awansowała | Nie awansowała |
| Ana Fitidu          | skok o tyczce  | 4,00         | 34.          | Nie awansowała | Nie awansowała |

## Łucznictwo
| Zawodnik     | Konkurencja       | Runda rankingowa | Runda rankingowa | 1/32                  | 1/16                | 1/8                 | Ćwierćfinały        | Półfinały           | Finał               | Finał   |
| Zawodnik     | Konkurencja       | Wynik            | Pozycja          | Przeciwniczka Wynik   | Przeciwniczka Wynik | Przeciwniczka Wynik | Przeciwniczka Wynik | Przeciwniczka Wynik | Przeciwniczka Wynik | Pozycja |
| ------------ | ----------------- | ---------------- | ---------------- | --------------------- | ------------------- | ------------------- | ------------------- | ------------------- | ------------------- | ------- |
| Elena Musiku | indywidualnie (k) | 589              | 56.              | Nami Hayakawa 103:112 | Nie awansowała      | Nie awansowała      | Nie awansowała      | Nie awansowała      | Nie awansowała      | 43.     |

## Podnoszenie ciężarów
Mężczyźni
| Zawodnik           | Dyscyplina | Rwanie   | Rwanie  | Podrzut  | Podrzut | Razem    | Miejsce |
| Zawodnik           | Dyscyplina | Wynik    | Miejsce | Wynik    | Miejsce | Razem    | Miejsce |
| ------------------ | ---------- | -------- | ------- | -------- | ------- | -------- | ------- |
| Dimitris Minasidis | do 69 kg   | 128.0 kg | 25      | 155.0 kg | 20      | 283.0 kg | 20      |

## Strzelectwo
Mężczyźni
| Zawodnik           | Dyscyplina | Kwalifikacje | Kwalifikacje | Finał | Finał   | Miejsce |
| Zawodnik           | Dyscyplina | Wynik        | Miejsce      | Wynik | Miejsce | Miejsce |
| ------------------ | ---------- | ------------ | ------------ | ----- | ------- | ------- |
| Jeorjos Achileos   | Skeet      | 119          | 3.           | 24    | 143     | 5.      |
| Antonis Nicolaides | Skeet      | 120          | 2.           | 24    | 144     | 4.      |

Kobiety
| Zawodnik          | Dyscyplina | Kwalifikacje | Kwalifikacje | Finał          | Finał          | Miejsce |
| Zawodnik          | Dyscyplina | Wynik        | Miejsce      | Wynik          | Miejsce        | Miejsce |
| ----------------- | ---------- | ------------ | ------------ | -------------- | -------------- | ------- |
| Andri Eleftheriou | Skeet      | 67           | 7.           | Nie awansowała | Nie awansowała | 7.      |

## Żeglarstwo
Mężczyźni
| Zawodnik         | Dyscyplina        | Wyścig | Wyścig | Wyścig | Wyścig | Wyścig | Wyścig | Wyścig | Wyścig | Wyścig | Wyścig | Wyścig | Wynik | Miejsce |
| Zawodnik         | Dyscyplina        | 1      | 2      | 3      | 4      | 5      | 6      | 7      | 8      | 9      | 10     | M      | Wynik | Miejsce |
| ---------------- | ----------------- | ------ | ------ | ------ | ------ | ------ | ------ | ------ | ------ | ------ | ------ | ------ | ----- | ------- |
| Andreas Cariolou | Windsurfing: RS:X | 7      | 17     | 14     | 10     | 11     | 17     | 11     | 19     | 14     | 10     | DNA    | 111   | 13      |
| Pawlos Kondidis  | Laser             | 8      | 7      | 24     | 14     | 5      | 12     | 14     | 29     | 35     | CAN    | DNA    | 113   | 13      |

Kobiety 
| Zawodnik                 | Dyscyplina        | Wyścig | Wyścig | Wyścig | Wyścig | Wyścig | Wyścig | Wyścig | Wyścig | Wyścig | Wyścig | Wyścig | Wynik | Miejsce |
| Zawodnik                 | Dyscyplina        | 1      | 2      | 3      | 4      | 5      | 6      | 7      | 8      | 9      | 10     | M      | Wynik | Miejsce |
| ------------------------ | ----------------- | ------ | ------ | ------ | ------ | ------ | ------ | ------ | ------ | ------ | ------ | ------ | ----- | ------- |
| Gavriella Chadjidamianou | Windsurfing: RS:X | 19     | 22     | 23     | 22     | 15     | 23     | 25     | 22     | 20     | 16     | DNA    | 182   | 21      |

Open
| Zawodnik            | Dyscyplina | Wyścig | Wyścig | Wyścig | Wyścig | Wyścig | Wyścig | Wyścig | Wyścig | Wyścig | Wyścig | Wyścig | Wynik | Miejsce |
| Zawodnik            | Dyscyplina | 1      | 2      | 3      | 4      | 5      | 6      | 7      | 8      | 9      | 10     | 11     | Wynik | Miejsce |
| ------------------- | ---------- | ------ | ------ | ------ | ------ | ------ | ------ | ------ | ------ | ------ | ------ | ------ | ----- | ------- |
| Charis Papadopoulos | Klasa Finn | 13     | 18     | 21     | 11     | 24     | 11     | 17     | OCS    | *      |        |        | 115.0 | 22      |

## Pływanie
| Zawodnik                          | Dyscyplina       | Eliminacje | Eliminacje | Półfinał       | Półfinał       | Finał          | Finał          |
| Zawodnik                          | Dyscyplina       | Czas       | Miejsce    | Czas           | Miejsce        | Czas           | Miejsce        |
| --------------------------------- | ---------------- | ---------- | ---------- | -------------- | -------------- | -------------- | -------------- |
| Anna Stilianou                    | 100 m dowolnym   | 56.38      | 36.        | Nie awansowała | Nie awansowała | Nie awansowała | Nie awansowała |
| Anna Stilianou                    | 200 m dowolnym   | 2:00,55    | 27.        | Nie awansowała | Nie awansowała | Nie awansowała | Nie awansowała |
| Natalia Baranovskaya-Khatziloizou | 100 m motylkowym | 1:01,80    | 45.        | Nie awansowała | Nie awansowała | Nie awansowała | Nie awansowała |